# Kardinalska imenovanja pape Grgura XV.
Papa Grgur XV. za vrijeme svoga pontifikata (1621. – 1623.) održao je 4 konzistorija na kojima je imenovao ukupno 11 kardinala.

## Konzistorij 15. veljače 1621. (I.)
1. Ludovico Ludovisi, nećak Njegove Svetosti

## Konzistorij 19. travnja 1621. (II.)
1. Antonio Cctani, kapuanski nadbiskup
2. Francesco Sacrati, damaščanski naslovni nadbiskup, saslušatelj Svete Rimske rote
3. Francesco Boncompagni, nećak Njegove Svetosti, referent Sudišta Apostolske signature pravde i milosti
4. Ippolito Aldobrandini, mlađi

## Konzistorij 21. srpnja 1621. (III.)
1. Lucio Sanseverino, nadbiskup Salerna
2. Marcantonio Gozzadini, rođak Njegove Svetosti, tajni komornik

## Konzistorij September 5, 1622. (IV.)
1. Cosimo de Torres, drinopoljski naslovni nadbiskup, nuncij u Poljskoj
2. Armand Jean du Plessis de Richelieu, biskup Luçona, Francuska
3. Ottavio Ridolfi, arijanski nadbiskup
4. Alfonso de la Cueva-Benavides y Mendoza-Carrillo, apostolski protonotar i veleposlanik španjolskoga kralja u Belgiji